# Melanargia bugacensis
Melanargia bugacensis är en fjärilsart som beskrevs av Kovács 1966. Melanargia bugacensis ingår i släktet Melanargia och familjen praktfjärilar. Inga underarter finns listade i Catalogue of Life.